# Кольонія-Буйниці
Кольонія-Буйниці (пол. Kolonia Bujnice) — село в Польщі, у гміні Ґошковиці Пйотрковського повіту Лодзинського воєводства.
У 1975-1998 роках село належало до Пйотрковського воєводства.